# 揆常在
揆常在（きじょうざい、？ - 乾隆21年(1756年)5月26日）は、清の乾隆帝の妃嬪。姓や出自は不明。

## 生涯
生年は不詳だが、生まれた日は7月10日とされている。
彼女が宮廷に入った後に宮女を務めたかどうかは不明であり、また、乾隆帝の後宮に迎えられた時期や経緯についての記録も存在しない。
雍正13年（1735年）9月24日、即位したばかりの乾隆帝は側福晋高氏を貴妃に、側福晋那拉氏を妃に、格格蘇氏・格格黄氏を嬪に、格格金氏を貴人に、格格海氏・格格陳氏を常在にするよう封爵を行った。
この時点で揆常在の名前は見当たらず、これは彼女が乾隆帝の皇子時代（潜邸）の側室ではなかったことを示している。
乾隆2年（1737年）12月30日に乾清宮で開かれた晩宴の出席者の中に、唯一身元不明の「裕常在」 という後宮の女性が記録されている。このことから、揆常在はこの時期以降に入宮したと考えられる。

## 揆常在の後宮での地位と病状
乾隆13年（1748年）1月の時点で「揆常在」の称号を得ていたとされる（記録上、「奎常在」と表記されることもあった）。
乾隆20年（1755年）8月30日：太医（宮廷医師）の邵正文と孫埏柱が診察したところ、揆常在の脈が極めて微細であり、陰虚気弱・淋痛・月経閉止の症状が見られた。

## 死去と埋葬
乾隆21年（1756年）5月26日、病没。
同年11月3日：裕陵妃園寝（乾隆帝の陵墓）に安置された。

### 祭祀に関する事件
揆常在の遺体は静安庄で仮安置されていたが、祭祀の際に不敬な出来事が発生した。
2ヶ月祭（仮安置期間中の定期供養）の際、祭祀を担当した茶上人（宮廷で茶の儀式を担当する役職）の七十三等は、祭壇の供え物（餑餑桌）を直接地面に置いた。通常であれば高い机（底桌）を用意してその上に供えるべきだったが、それを怠ったために問題となった。
この不敬行為が発覚すると、茶上人七十三等は規律に従って鞭打ちの刑を受け、また、祭祀を管轄していた総管飯茶の役人たちも例に従い減俸処分となった。

## 伝記資料
- 『清史稿』